# Shōgi no Hoshi
 (juin 2023).
Si vous disposez d'ouvrages ou d'articles de référence ou si vous connaissez des sites web de qualité traitant du thème abordé ici, merci de compléter l'article en donnant les références utiles à sa vérifiabilité et en les liant à la section « Notes et références ».
Shōgi no Hoshi est un jeu vidéo de puzzle sorti en 1991 sur Mega Drive. Le jeu a été développé et édité par Home Data.